# Waldo Machado
Waldo Machado da Silva, mais conhecido apenas como Waldo (São Gonçalo, 9 de setembro de 1934 — Valência, 25 de fevereiro de 2019) foi um futebolista brasileiro, que atuou como atacante.
Waldo começou a sua carreira profissional no Fluminense Football Club, tendo permanecido no Tricolor até 1961 e atuado com destaque também na Seleção Carioca e na Seleção Brasileira, antes de emigrar para a Espanha, onde jogaria com destaque no Valencia, e já no final de carreira, no Hércules.
Waldo é o maior artilheiro da História do Fluminense e o segundo maior da História do Valencia.

## Carreira

### Fluminense

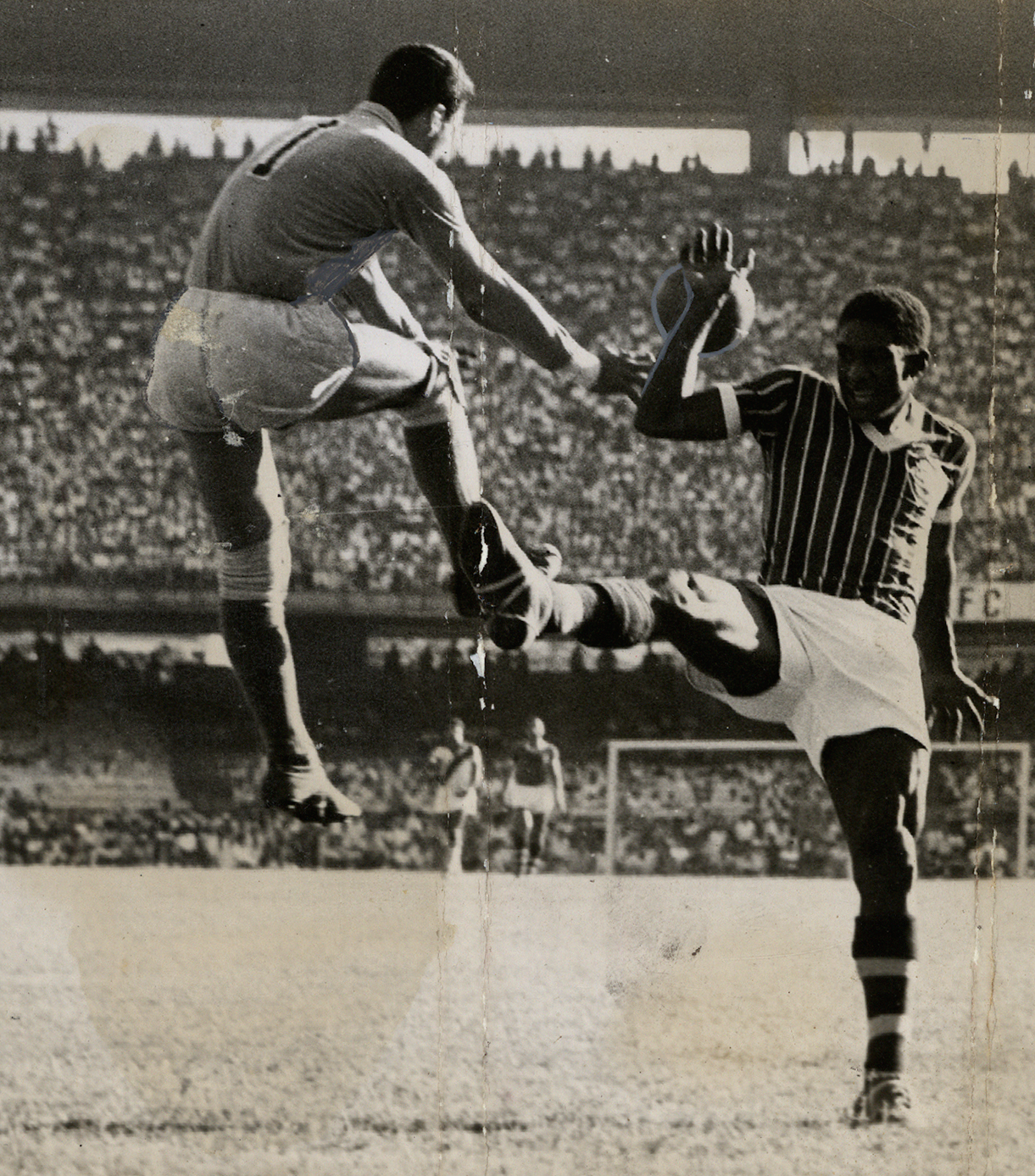
Em jogo.

Começou nas categorias de base do Fluminense Atlético Clube, de Niterói.
Começou a sua carreira profissional no Fluminense Football Club em 1954. No Tricolor, Waldo conquistou o Campeonato Carioca de 1959, foi campeão da Zona Sul da Taça Brasil de 1960 e conquistou dois títulos do Torneio Rio-São Paulo, em 1957 e em 1960, sendo até hoje o maior artilheiro da história deste clube, não tendo marcado um único gol de pênalti sequer em sua carreira, o que ajuda muito a aumentar as estatísticas de vários artilheiros. Com 319 gols e uma média de aproximadamente 0,79 gols por partida pelo Fluminense, ele é até hoje o maior artilheiro da história do clube carioca e detém a maior média de gols entre os maiores artilheiros dos grandes clubes cariocas e a terceira maior entre os maiores artilheiros dos grandes clubes do Brasil.
Seu estilo era rompedor, sem firulas, e, por isto mesmo, perdia pouquíssimos gols, fazendo-os de todas as formas, mas geralmente com simplicidade e objetividade. No Fluminense, Waldo foi artilheiro do Campeonato Carioca de 1956 e dos Torneios Rio-São Paulo de 1957 e 1960.
Na época em que comandou o ataque do Fluminense, o Tricolor teve o ataque mais positivo dos Torneios Rio-São Paulo em 1954, 1957 e 1960 (sendo que, em 1956, não houve torneio), assim como aconteceu na Taça Brasil de 1960. Waldo fez 41 gols em 59 jogos atuando pelo Tricolor na história do Torneio Rio-São Paulo, sendo também o maior artilheiro do Fluminense nesta competição.
Em 1959, Waldo marcou o recorde de gols de um jogador pelo Fluminense em uma única temporada, quando registou 62 gols, recorde esse que permanece até os dias atuais, embora algumas fontes apontem 69 gols.
Até os dias atuais é o jogador que mais marcou "hat-tricks" (três ou mais gols por partida) pelo Fluminense, 23 no total, em 16 ocasiões marcou 3 gols, em 5 marcou 4 e em outras 2 marcou 5 gols.
Waldo atuou pela primeira vez em Valência defendendo o Fluminense em partida que uma homenageou o também jogador brasileiro Válter Marciano, que faleceu em um acidente automobilístico, marcando o gol da vitória tricolor por 2 a 1, perante 30.000 torcedores. Após o jogo, Julio de Miguel, presidente do Valencia, enviou Vicente Peris, gerente de futebol do clube espanhol, ao Brasil para negociar a contratação de Waldo, negociação que terminou bem sucedida para o clube valenciano.

### Carreira na Espanha
Em 1962, Waldo transferiu-se para o Valencia CF, sendo até 2006 o segundo maior artilheiro da história do clube espanhol, com 160 gols em 296 partidas oficiais, atrás somente do jogador espanhol Mundo. Na temporada 1966-67, foi o artilheiro da Liga Espanhola e, até 2006, era o brasileiro com maior número de gols nessa liga, 115, só então sendo superado por Ronaldo, que acabaria por fazer 117 gols.
Incluindo os jogos amistosos, Waldo teria feito 182 gols pelo Valencia, sendo campeão da Copa UEFA em 1962 e 1963 (artilheiro desta competição em 1962), além de campeão da Copa do Rei em 1967.
Depois de sair do Valencia, Waldo atuou 19 partidas pelo Hercules, marcando 2 gols.
Após terminar a sua carreira como jogador, Waldo radicou-se na cidade de Valência.
Sofrendo de Alzheimer e vivendo em uma clínica na Espanha, Waldo morreu em 25 de fevereiro de 2019, com o Fluminense tendo decretado luto oficial de três dias.

### Seleção Brasileira e Seleção Carioca
Antes de emigrar para a Espanha, Waldo fez ainda 2 gols pela Seleção Brasileira (tendo sido campeão da Taça do Atlântico 1960) e 6 pela Seleção Carioca, podendo ter feito ao total 511 gols na carreira segundo a listagem de seus gols.
Partidas pela Seleção Brasileira
- Brasil 7–1 Malmö FF - 8 de maio de 1960
- Brasil 4–3 Dinamarca - 10 de maio de 1960
- Brasil 4–0 Chile - 29 de junho de 1960 (2 gols)
- Brasil 2–1 Paraguai - 3 de julho de 1960
- Brasil 5–1 Argentina - 12 de julho de 1960

## Títulos
Fluminense
- Zona Sul da Taça Brasil: 1960
- Torneio Rio-São Paulo: 1957, 1960
- Campeonato Carioca: 1959
- Torneio Início: 1954, 1956
- Taça Ramon Cool J: 1960

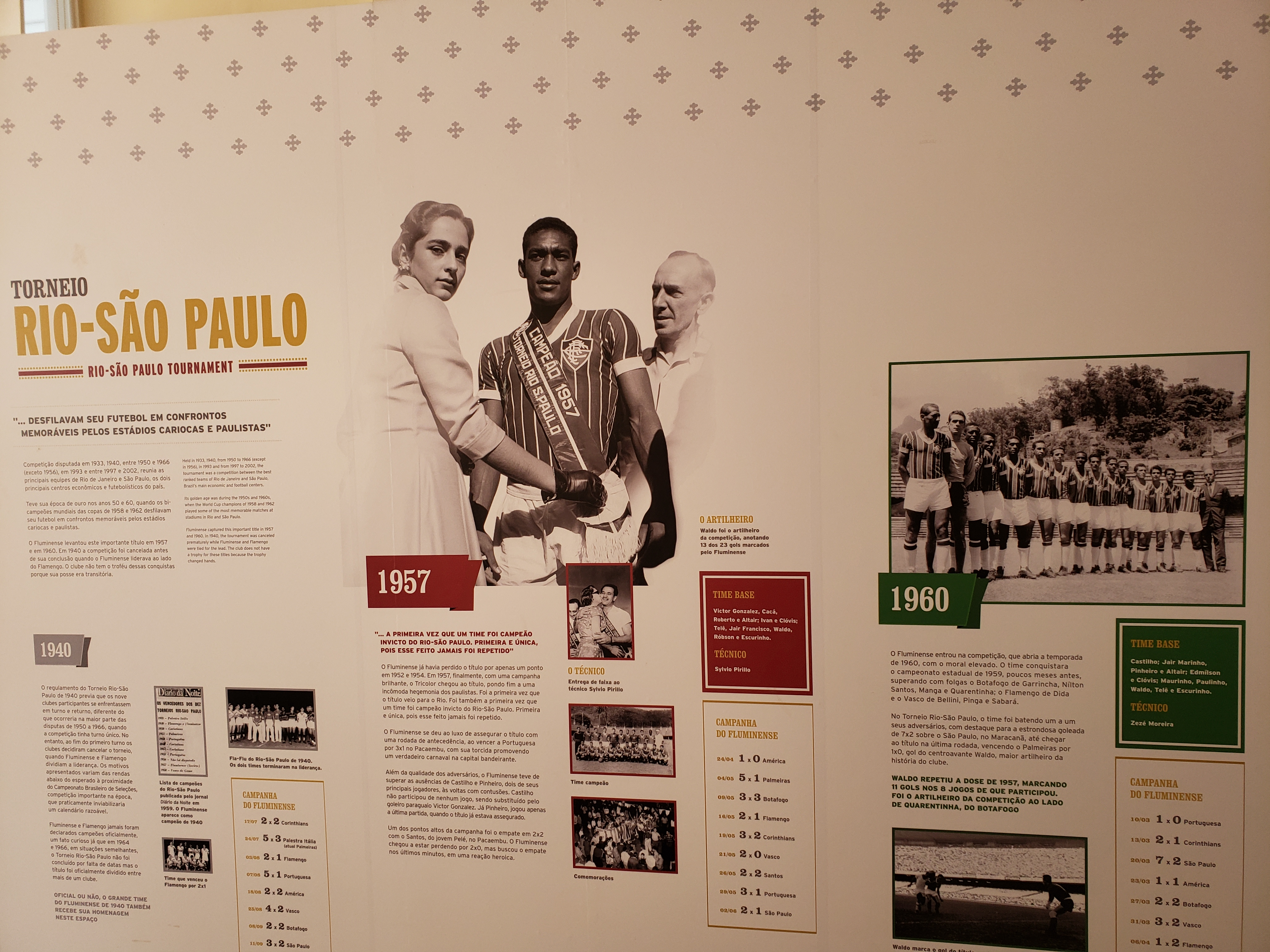
Painel do Torneio Rio-São Paulo na Sala de Troféus do Fluminense.

- Taça Canal Collor (México): 1960) (Club Atlético San Lorenzo de Almagro-ARG versus Fluminense)
- Taça Embotelladora de Tampico SA: 1960
- Taça Desafio: 1954
- Taça Presidente Afonsio Dorázio: 1956
- Taça Vice-Presidente Adolfo Ribeiro Marques: 1957
- Taça Cidade do Rio de Janeiro: 1957
- Taça Movelaria Avenida: 1959
- Taça CSA versus Fluminense: 1959

Valencia
- Taça das Cidades com Feiras: 1961–62, 1962–63
- Copa Del Rey: 1966-67

Seleção Brasileira
- Taça do Atlântico: 1960

### Artilharias
- Campeonato Carioca de 1956 (22 gols)
- Torneio Rio-São Paulo de 1957 (13 gols)
- Torneio Rio-São Paulo de 1960 (11 gols)
- Taça das Cidades com Feiras de 1961–62 (9 gols)
- Taça das Cidades com Feiras de 1962–63 (6 gols)
- Taça das Cidades com Feiras de 1963–64 (6 gols)
- La Liga de 1966–67 (24 gols)

## Publicações
Livros
- Waldo, O Artilheiro, por Walterson Botelho (Editora Telejur, 2012).